# Apolemichthys xanthopunctatus
Apolemichthys xanthopunctatus es una especie de pez de la familia Pomacanthidae, perteneciente al género Apolemichthys.

## Localización
Es una especie de pez que se localiza en el Océano Pacífico: Islas Gilbert a las islas Line. 